# Alexandros Koumoundouros

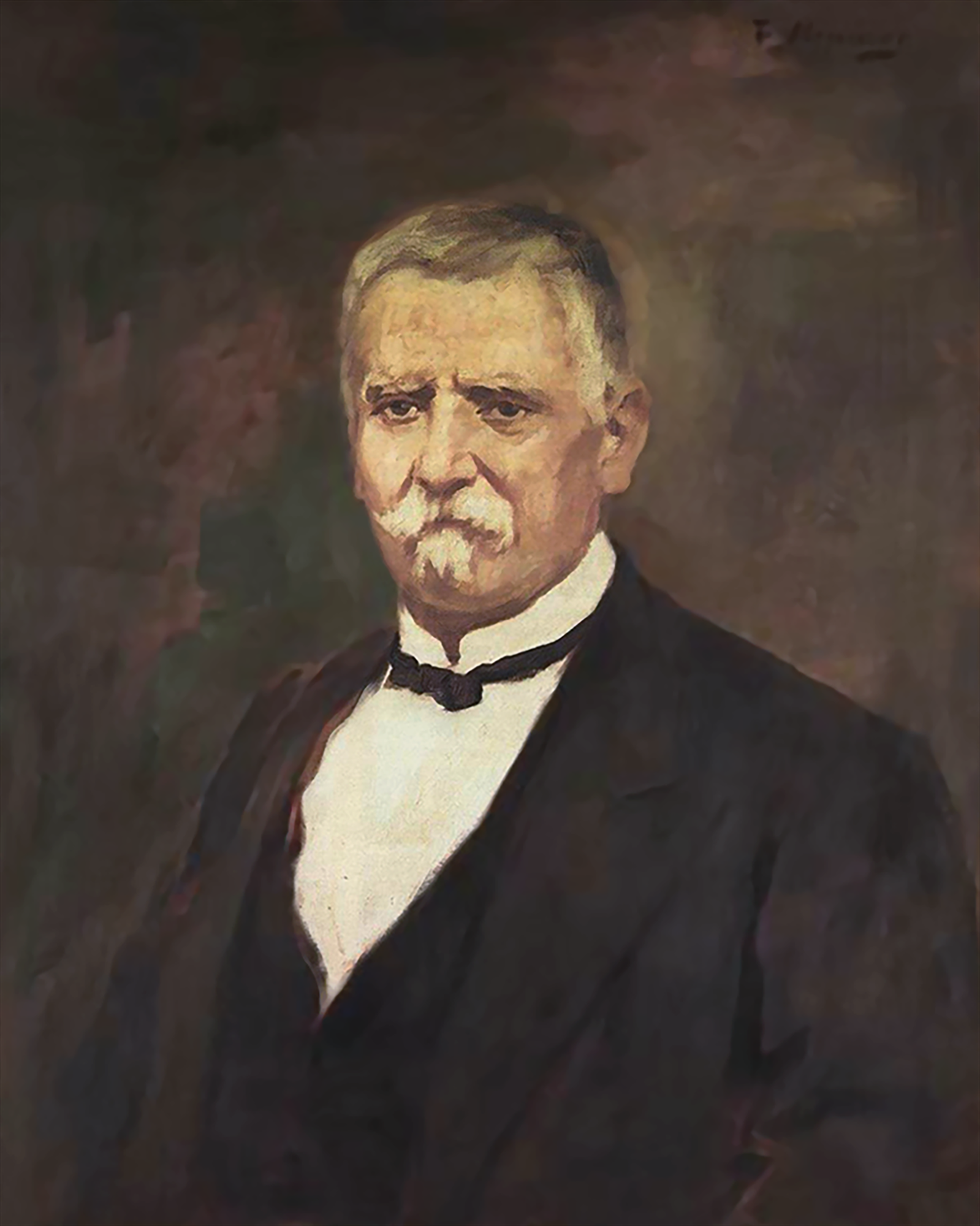
Alexandros Koumoundouros.

Alexandros Koumoundouros (Grieks: Άλεξανδρος Κουμουνδούρος) (Zarnata, 1817- Athene, 26 september 1883) was een Grieks politicus en tien keer premier van Griekenland.

## Levensloop
Hij studeerde rechten aan de Universiteit van Athene. In 1841 nam hij deel aan een opstand in Kreta, maar besefte al snel dat het op dit moment zinloos was. Later werd hij officier van justitie bij de rechtbank van Kalamata. Hij trouwde in 1843 met Ennra Greolis en samen kregen ze 4 kinderen.
Zijn politieke carrière begon toen hij in 1853 werd verkozen in het Parlement van Griekenland. Twee jaar later, in 1855, werd hij tot parlementsvoorzitter gekozen.
In 1856 werd hij minister van Economische Zaken in de regering van Dimitrios Voulgaris.
Na de afzetting van  koning Otto I in 1862, werd hij Minister van Justitie in de daarop gevormde voorlopige regering van terug Dimitrios Voulgaris. Na de parlementsverkiezingen van 1863 bleef hij aan als minister van Justitie. Hij moest in 1864 aftreden door de politieke instabiliteit. Na nieuwe verkiezingen werd hij minister van Onderwijs en later van Binnenlandse Zaken.
In 1865 werd hij voor de eerste keer premier van Griekenland. Zijn regering viel echter al snel. Na de eveneens korte regeringen van Epaminondas Deligiorgis en Dimitrios Voulgaris werd hij in november 1865 nog eens premier, maar terug viel zijn regering al snel.
Nadat zijn partij in 1866 de verkiezingen had gewonnen, werd hij voor een derde keer premier. Hij behield het mandaat tot 1868.
In 1870 werd hij voor de vierde keer premier tot 1871. Hij was in die periode ook minister van Binnenlandse Zaken en van Oorlog.
Zijn partij won de verkiezingen van 1875, waarna hij al voor de vijfde keer premier werd. Zijn regering viel echter hetzelfde jaar nog. In 1876 werd hij nog eens premier tot 1877. In juni 1877 en van september 1877 tot juni 1878 was hij een zevende en achtste keer premier.
In 1878 won zijn partij nog eens de verkiezingen en werd hij nog maar eens premier voor de negende keer. Hij behield het mandaat in 1880. In datzelfde jaar begon ook zijn tiende en laatste mandaat van premier tot 1882. Deze regering werd gekenmerkt door diplomatieke betrekkingen met het Ottomaanse Rijk.
Na zijn laatste premierschap trok hij zich uit de politiek terug. Hij overleed één jaar later.
- Gemeinsame Normdatei: 119153297
- International Standard Name Identifier: 0000 0001 1601 9206
- Library of Congress Control Number: n90698416
- Virtual International Authority File: 18025429
- WorldCat: E39PBJxH44rRwkj87dKhMFt3Qq